# 히가시메야촌
히가시메야촌(東目屋村)은 아오모리현 나카쓰가루군에 설치되었던 촌이다. 현재의 히로사키시에 해당한다.